# 楽生駅 (平安南道)
楽生駅（ラクセンえき、朝鮮語: 락생역）は、朝鮮民主主義人民共和国平安南道甑山郡楽生里にかつて存在した鉄道駅で、 南洞線に属していた。 

## 隣の駅
南洞線
二鴨駅 - 楽生駅 - 石多駅